# Phyllostachys bissetii
 (février 2024).
Espèce
Classification phylogénétique
Phyllostachys bissetii est une espèce de bambous, famille des Poaceae. Phyllostachys bissetii est vigoureux, rustique et d’un beau feuillage vert foncé lustré dense et souple. Les feuilles sont plutôt petites (9 cm de long par 1,5 cm de large) mais nombreuses. Le feuillage est toujours brillant et frais. Vert moyen puis vert olive, ses chaumes changent très peu de teinte en vieillissant.
C’est un bambou qui a besoin d’espace pour s’épanouir, mais discipliné par des tailles, il pourra tenir confortablement en pot.
Toutes ses qualités font de Phyllostachys bissetii un bambou d’exception, surtout pour sa capacité d’adaptation aux climats les plus rigoureux. Très rustique, il est capable en hiver de résister à des températures négatives pouvant atteindre -25 °C. Il se plaît aussi à n’importe quelle exposition.
Le nom Phyllostachys vient de phullon qui signifie « feuille » et stachus qui signifie « épi » ; en référence à la forme des bractées de l'inflorescence.
Il doit son nom d’espèce à David Bisset, responsable du jardin où la plante a été introduite en 1941 à Savannah, Géorgie, États-Unis, depuis Chengdu, « la ville des hibiscus », capitale du Sichuan, province du centre de la Chine.
Il a été importé en Europe dans les années 1980.
Dans les provinces de Zhejiang et du Sichuan, dans l’est et le centre de la Chine, son pays d’origine, on découpe son chaume en lanières que l’on tresse ensuite pour fabriquer divers objets comme des paniers de cuisson à la vapeur.

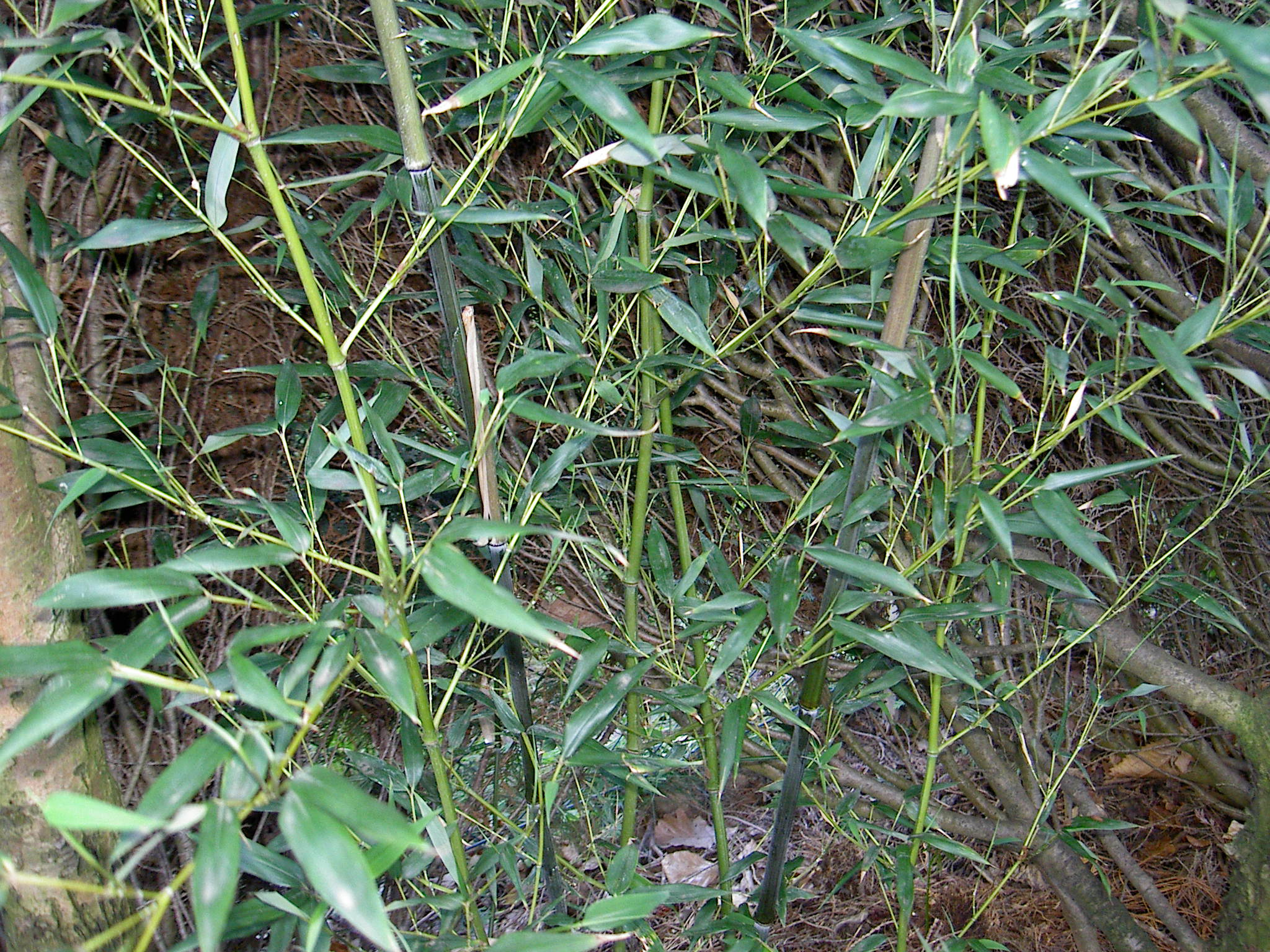
Phyllostachis bissetii

Plantation : Privilégier la fin de l’été et le cours de l’automne pour planter ce bambou. Prévoir lors de la plantation en haies, de 1 à 1,40 m entre les pieds. Se méfier de ce bambou traçant ; il est conseillé de délimiter sa zone d’extension par une barrière anti-rhizomes.
En période hivernale principalement, le feuillage du bambou se dessèche et peut même tomber rapidement donnant l’impression que la plante ne reprendra pas. Ne pas s’inquiéter, ce phénomène est normal et le bambou renouvellera son feuillage naturellement au printemps.
Propriétés et emplois : Rustique, ce bambou peut être utilisé comme haie ou brise-vent, même dans des régions au climat rude. Ce bambou très touffu se plaît en toutes situations. Il se comporte aussi très bien en pot ou en jardinière. Son feuillage dense est vert foncé, parfois lustré. Son chaume est également d'un vert très foncé avec une légère pruine blanche recouvrant les jeunes chaumes, la couleur ne s’atténue que très peu avec le temps. Ce bambou au port légèrement retombant est l'un des Phyllostachys les plus rustiques.

## Fiche Botanique
Classification : Moyen
Origines géographiques : Originaire des provinces du Sichuan et de Zhejiang (centre et est de la Chine).
Rusticité : -25 °C
Croissance : Traçant
Climat : Bien adapté aux climats rudes.
Exposition : Soleil, mi-ombre
Type de sol : Frais et profond. Craint les excès de calcaire.
Mode de culture : Bosquet isolé, haie, bac, élaboration de forêt.
Feuillage : Persistant.
Port : Érigé
Période de sortie de Turions : De mars à mai
Particularité : Pruine blanche au niveau des nœuds en période croissance (non persistante).
Dimensions adultes : 6 à 8 mètres de hauteur.
Diamètre des chaumes : 40 mm
Feuille : De 9 cm de longueur pour 1,5 cm de largeur.
Section nodale : De 2 à 3 branches par nœuds.
Type de rhizome : Leptomorphe
Développement racinaire : Variété traçante.
Taille : Le feuillage se forme jusqu'au pied et de ce fait il pourra former des haies très fournies car il se prête parfaitement à la taille. Il peut ainsi être maintenu à une hauteur de deux à trois mètres, le rendant parfaitement impénétrable. Mais là où il sera le plus en valeur c'est par son utilisation en bosquet à la périphérie d'un bois ou en isolé.
À quelles plantes associer les bambous ?
Les bambous, selon les variétés, se plantent en isolé, en bosquets, massifs et bordures, en haies, en talus et rocailles, ainsi qu'en bacs pour l’ornement des terrasses et balcons. Ils se suffisent généralement à eux-mêmes, mais peuvent être associés entre eux, en jouant sur les hauteurs, la couleur des chaumes et celle du feuillage, pour créer une ambiance exotique et zen.
Les bambous peuvent également être mariés à d'autres plantes pour obtenir un jeu de couleurs zen :
- Les pivoines arbustives s'associent parfaitement avec leur feuillage ample et leur très belle floraison de printemps.
- Les clématites peuvent être plantées avec les bambous afin de s'en servir de support grimpant naturel.
- Les hortensias arbustifs apprécieront l'ombre créée par les bambous. Des tons blancs ou rosés seront très harmonieux, comme les hortensias Annabelle, Vanille-Fraise.
- Le bien nommé Dahlia bambou (Dahlia Imperialis) se hissera pour fleurir le beau feuillage des bambous.